# Cortland (Ohio)
Cortland es una ciudad ubicada en el condado de Trumbull en el estado estadounidense de Ohio. En el Censo de 2010 tenía una población de 7104 habitantes y una densidad poblacional de 645,68 personas por km².

## Geografía
Cortland se encuentra ubicada en las coordenadas 41°19′55″N 80°43′9″O / 41.33194, -80.71917. Según la Oficina del Censo de los Estados Unidos, Cortland tiene una superficie total de 11 km², de la cual 11 km² corresponden a tierra firme y (0%) 0 km² es agua.

## Demografía
Según el censo de 2010, había 7104 personas residiendo en Cortland. La densidad de población era de 645,68 hab./km². De los 7104 habitantes, Cortland estaba compuesto por el 96.96% blancos, el 1.2% eran afroamericanos, el 0.2% eran amerindios, el 0.52% eran asiáticos, el 0% eran isleños del Pacífico, el 0.21% eran de otras razas y el 0.91% pertenecían a dos o más razas. Del total de la población el 0.94% eran hispanos o latinos de cualquier raza.